# Catechesi tradendae
Catechesi tradendae (česky Katecheze v naší době) je postsynodální apoštolská exhortace papeže Jana Pavla II. vydaná 16. října 1979 na téma katecheze v současné době. Exhortace je určena biskupům, kněžím a věřícím celé církve.
Tento dokument byl použit na závěr čtvrtého generálního shromáždění biskupské synody, které se konalo v Římě v roce 1977 za papeže Pavla VI. a jehož tématem byla „Katecheze v naší době“ se zvláštním zřetelem ke katechezi dětí a mládeže. Práci na přípravě tohoto dokumentu zahájil v říjnu 1977 papež Pavel VI. na základě dokumentů synodních otců, pokračoval v ní Jan Pavel I. a dokončil ji Jan Pavel II. Papež exhortaci podepsal 16. října 1979, přesně v den prvního výročí svého zvolení na Petrův stolec. Synodní otcové se na základě učení II. vatikánského koncilu zabývali problémy obnovy katecheze z hlediska doktrinálního, biblického, liturgického, morálně-existenciálního, církevního a didakticko-pedagogického. Zástupci polské církve na této synodě byli krakovský arcibiskup kardinál Karol Wojtyła (ve funkci zvláštního sekretáře), arcibiskup Jerzy Stroba, biskup Edward Materski, kněz Jan Charytański, kněz Mieczysław Majewski a Marian Jakubiec. Důsledkem polského příspěvku k práci synody, a tedy i k následné redakci textu exhortace, bylo umístění katecheze ve farnosti jako jejího primárního a nejdůležitějšího prostředí (katecheze a svátostný život v rodině).

## Hlavní témata
- Inkulturace katecheze – přizpůsobení se měnící se době
- Geografie katecheze – přizpůsobení regionálním a místním podmínkám
- Celistvost poselství vycházejícího z Bible a učení církve
- Využití moderních komunikačních prostředků v katechezi
- Katecheze a evangelizace
- Pluralita míst a typů katecheze

## Příprava a smysl exhortace
V úvodu autor poukazuje na důležitost katecheze a zmiňuje poslední pověření, které dal Ježíš Kristus svým učedníkům. To znělo:
„Jděte tedy, získejte za učedníky všechny národy, křtěte je ve jménu Otce i Syna i Ducha svatého a učte je zachovávat všechno, co jsem vám přikázal...“ Mt 28, 19–20 (Kral, ČEP)
Tato zmínka je spojena s pokynem, že missio canonica musí být udělena pro každé učení. Postsynodální list se skládá ze tří hlavních částí, v nichž Jan Pavel II. připomíná vysokou úctu, kterou má katecheze. Zdůrazňuje, že jeho předchůdci se tomuto pastoračnímu úkolu vždy velmi věnovali. Zmiňuje zejména papeže Pavla VI, který se svými homiliemi a realizací poradních rozhodnutí II. vatikánského koncilu zvláště zasazoval o „katechezi v moderní době“.
Papež připomněl, že Pavel VI. se velmi aktivně zabýval všemi otázkami katecheze. Například 18. března 1971 schválil všeobecný katechetický direktář, v roce 1975 založil Mezinárodní radu pro katechezi a 25. září 1971 zahájil Mezinárodní katechetický kongres. V apoštolské exhortaci Evangelii nuntiandi („O evangelizaci“) Pavel VI. zdůraznil význam katecheze pro výchovu dětí a mládeže. Nakonec věnoval 4. řádnou biskupskou synodu „Katecheze v naší době“, které se mohl (Jan Pavel II.) zúčastnit.
Jan Pavel II. v dopise děkuje za plodnou spolupráci a říká, že synoda proběhla v dobré atmosféře. Na závěr setkání účastníci předložili obsáhlý dokument s mnoha dobrými podněty, návrhy a myšlenkami.
Papež svou apoštolskou exhortaci nazývá také Exhortatio a popisuje její účel tak, že reflektuje to, co Pavel VI. jasně vyjádřil již v přípravě během setkání biskupů. On, píše Jan Pavel II., nyní stojí v odpovědnosti obou koncilních otců Jana XXIII. a Pavla VI. a také on považuje za svou povinnost plnit tento apoštolský úkol, který je ústředním zájmem pastýřů. Jako povzbuzení vyjadřuje přání, aby tento list posloužil celé církvi k pevnosti víry a vedl k nové síle a čilosti ve farnostech.
„Učitel je jen jeden a je jím Ježíš Kristus“ je ústředním výrokem apoštolského listu a má jasně ukázat, že společenství věřících je vždy spojeno s osobou Krista. Základním předmětem katecheze je uvedení do jediné a tajemné osoby Ježíše Krista. Má vysvětlovat činy a slova Ježíše Krista a vést věřící k poznání života Ježíše Krista v Nejsvětější Trojici. Tento učitel však není abstraktní osobou, ale Ježíšem Kristem, který začal učit a jehož učení prostřednictvím jeho života je třeba chápat jako celek.